# إيبار
إيبار ( (بالبشكنشية: Eibar)‏، (بالإسبانية: Éibar)‏ ) هي مدينة وبلدية ضمن مقاطعة غيبوثكوا، في إقليم الباسك في إسبانيا. وهي عاصمة إسكوالدي / كوماركا ل ديبابارينا.
يبلغ عدد سكان إيبار 27,234 نسمة (يوستات، 2023). صناعتها الرئيسية هي صناعة المعادن، وقد اشتهرت المدينة منذ القرن السادس عشر بصناعة الأسلحة، وخاصة الأسلحة الصغيرة المنقوشة بدقة. كانت أيضًا موطنًا للدراجات الآلية سيرفيتا.
فهي موطن لفريق كرة القدم نادي إيبار.

## جغرافية
تقع إيبار على ارتفاع 121 مترًا فوق مستوى سطح البحر، غرب مقاطعة جيبوزكوا، بالقرب من بسكاي. إيبار لديها مناخ محيطي. تقع المدينة في واد ضيق في منطقة جبلية، حيث يتراوح ارتفاع جبال مثل كاركاتي وكالاموا وأكونديا بين 700 و800 متر. ويمر عبر نهر إيبار، وهو أحد روافد نهر ديبا.
بعيدًا عن المنطقة الحضرية، تتكون البلدية من خمسة أحياء ريفية: أوتاولا-كيناراغا، وأجيناجا، وأراتي، ومانديولا، وجوروستا.

## التاريخ
تم استئجار المدينة من قبل ألفونسو الحادي عشر ملك قشتالة في عام 1346م، وحصلت على اسم فيلانويفا دي سان أندريس دي هيبار.
شاركت العائلات الإقطاعية التي سيطرت على المنطقة في حرب العائلات. كان لدى إيبار، مثل بقية المستوطنات في الوادي، صناعة تعتمد على صياغة المجوهرات وتصنيع الأسلحة. في عام 1766م، انخرطت إيبار في ثورة اجتماعية عُرفت باسم ماشينادا، وبعد سنوات، في عام 1794م، تعرضت للهجوم من قبل الفرنسيين الذين دمروا المدينة.
في القرن التاسع عشر، أحدث التصنيع تحولًا في أنظمة الإنتاج في المدينة وأدى إلى ظهور حركة اجتماعية قوية. في الحروب الكارلية، وقفت إيبار إلى جانب الليبراليين. أصبحت الحركة العمالية والإشتراكية قوية خصوصًا في إيبار. وفي عام 1931م، كانت أول مدينة في إسبانيا تعلن الجمهورية الإسبانية الثانية؛ وتقديرًا لها حصلت على لقب "مدينة نموذجية جدًا".
في الحرب الأهلية الإسبانية، تم تدمير إيبار عمليًا بواسطة القاذفات الإيطالية التي ساعدت الجبهة القومية. جلبت عملية إعادة البناء اللاحقة تطورًا صناعيًا كبيرًا وزيادة سكانية، حيث زاد عدد سكان إيبار إلى ما يقرب من 40.000 نسمة في غضون بضع سنوات.
نظرًا لضيق المساحة للتوسع، انتقلت العديد من المصانع إلى دورانجالديا وألافا. كما تسببت الأزمة الصناعية في الثمانينيات في خسارة إيبار لعدد كبير من سكانها.
في بداية القرن الحادي والعشرين، اعتمد اقتصاد إيبار على الصناعة والخدمات.

## المعالم السياحية الرئيسية
- كنيسة سان أندريس، بنيت خلال القرنين السادس عشر والسابع عشر، وتتميز بالطراز القوطي مع عناصر عصر النهضة والباروك.[16]
- مزار السيدة العذراء آراتي، من بداية القرن السابع عشر.[17]
- محبسة الزيتين، تحتوي على تمثال نادر للمسيح بلا لحية من القرن السابع عشر.[18]
- قصر أونزويتا، من القرن السابع عشر.[19]
- قصر ألداتزي، من القرن السابع عشر.[20]
- قصر ماركيسكوا من القرن السادس عشر.[21]
- قاعة المدينة، المبنية بالخرسانة فوق نهر الأنا، صممها المهندس المعماري رامون كورتازار وافتتحت في 14 سبتمبر 1901.[22]
- مسرح كوليسيو، تم افتتاحه عام 1947 وتم تجديده عام 2007.[23]

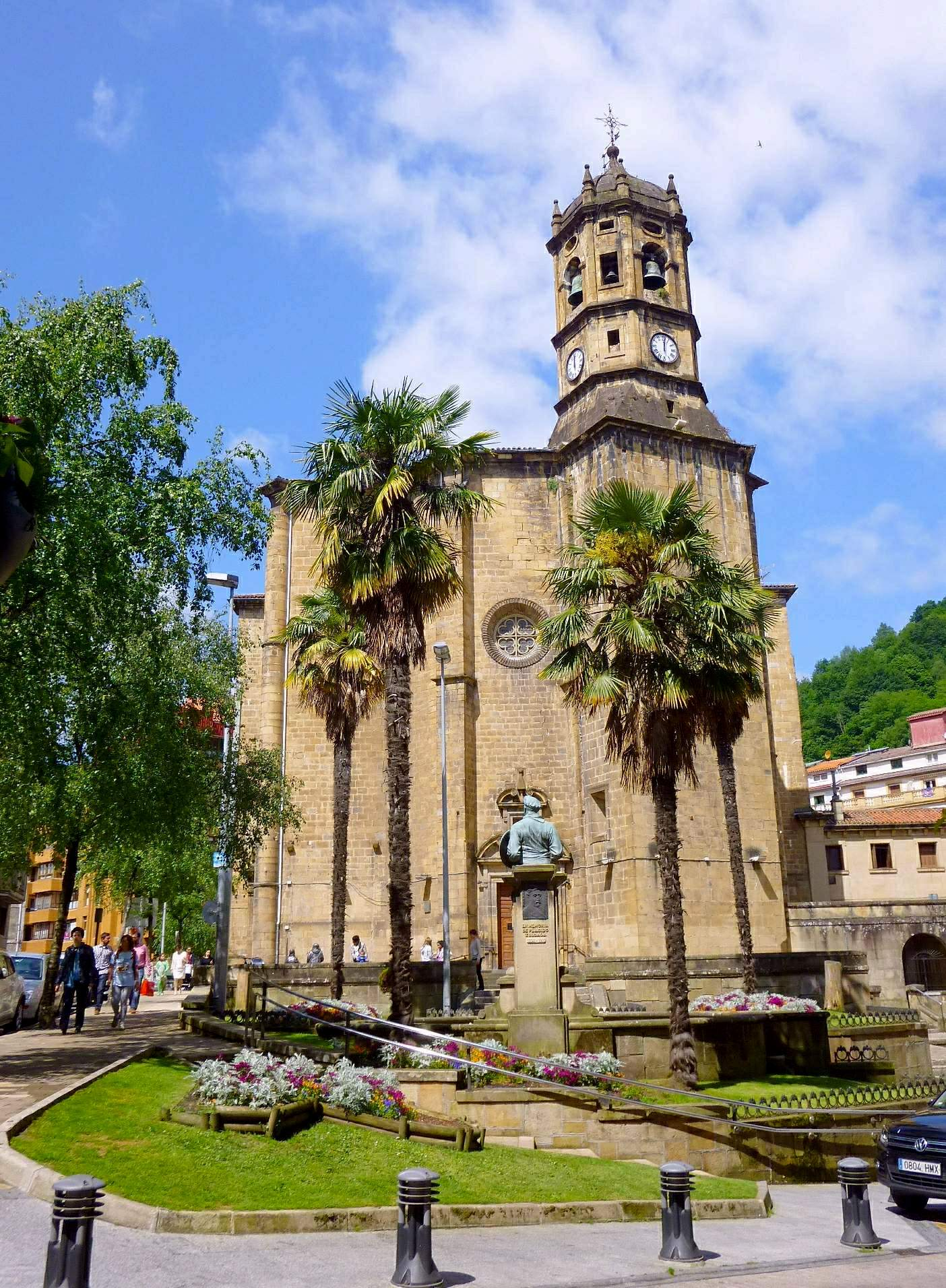
كنيسة سان أندريس في إيبار.
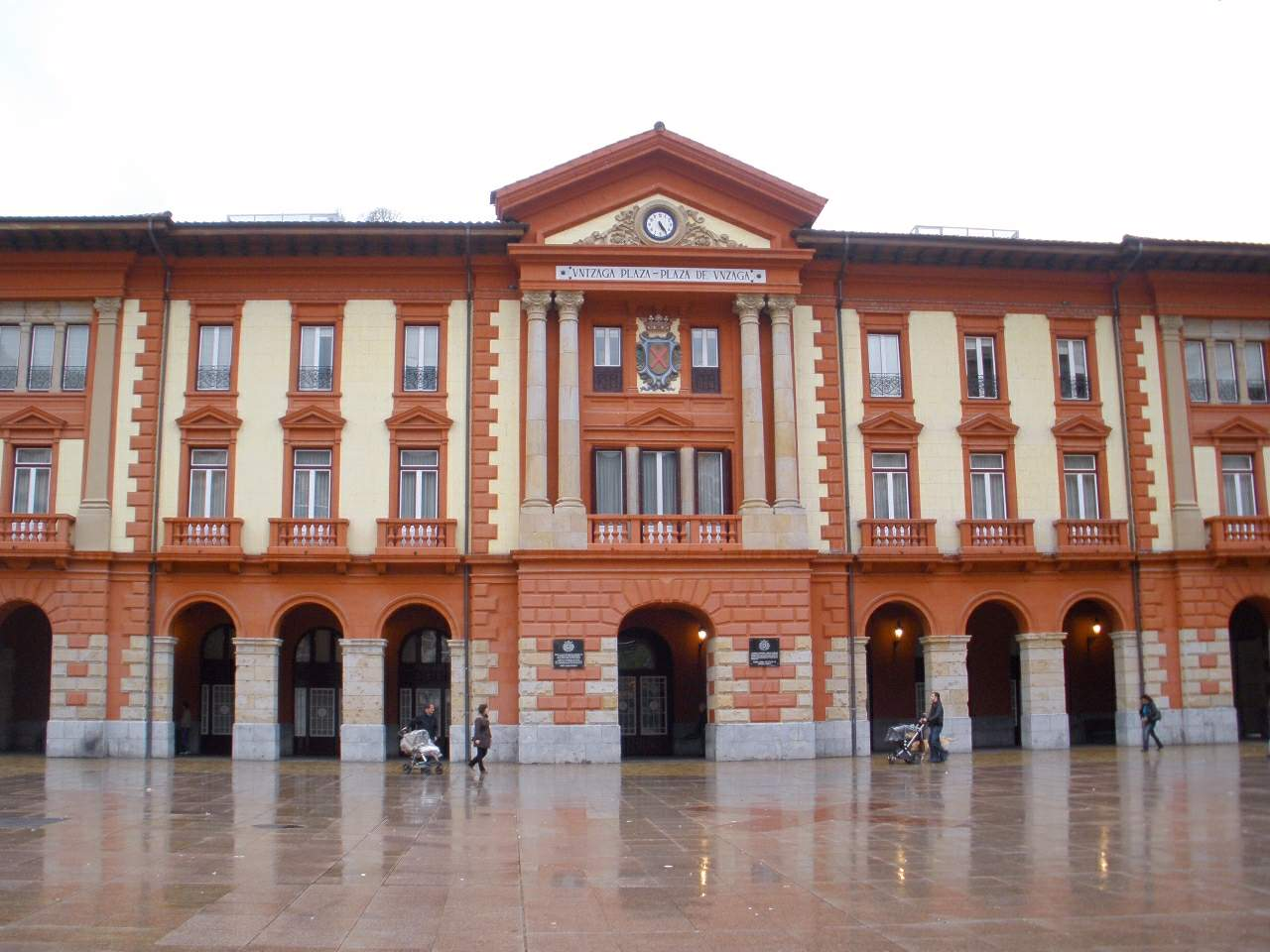
ساحة المدينة
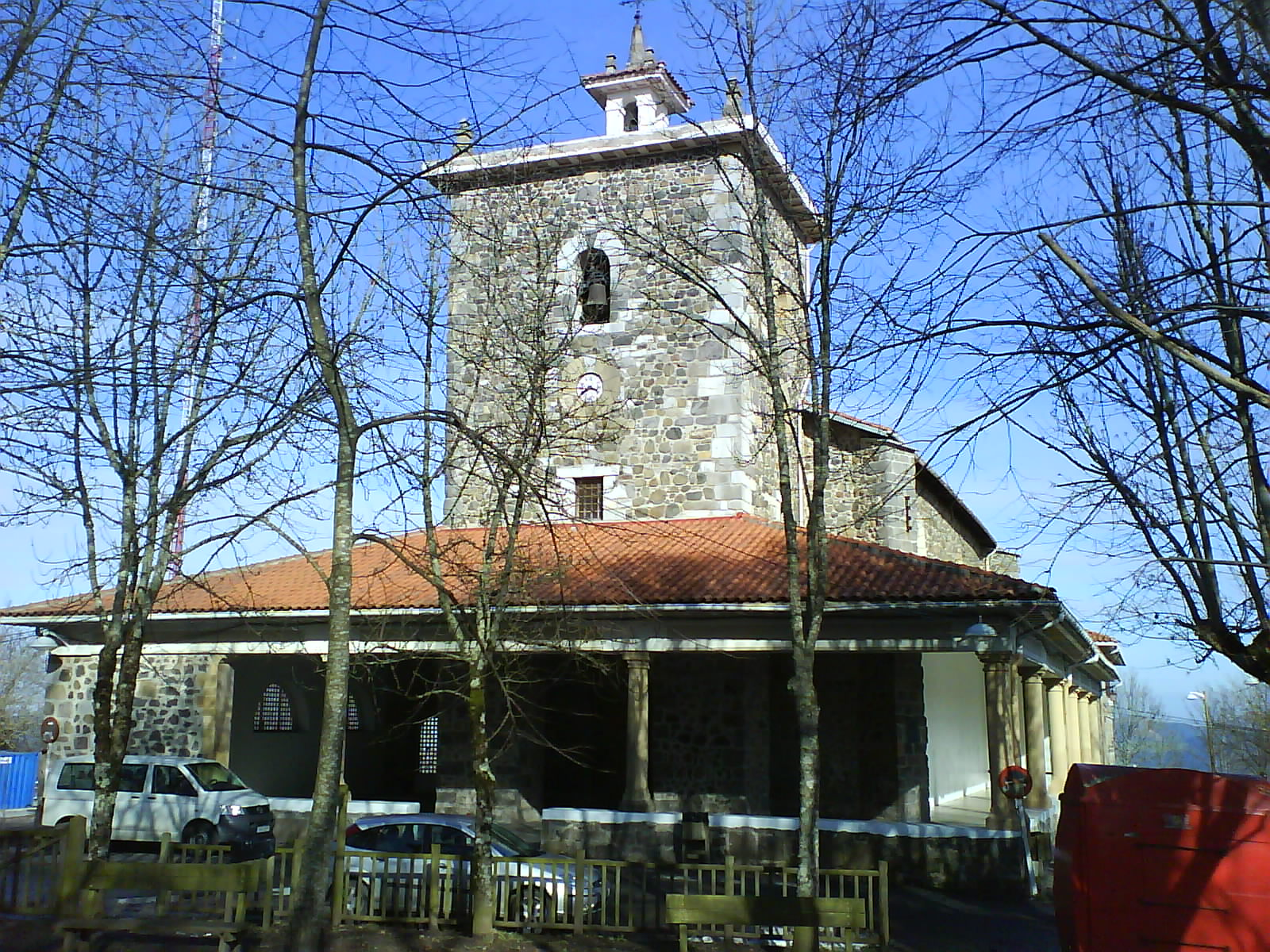
مزار آراتي.

## المواصلات
الطرق
يتم اجتياز مدينة إيبار عبر طريق كانابريان السريع الذي يربط بلباو والحدود الفرنسية، والطريق إن-634 الموازي له. يربط الطريق السريع الشمالي مدينتي إيبار وفيتوريا-جاستيز. تلتقي الطريق السريع الشمالي مع طريق كانابريان السريع عند تقاطع الطريق السريع مالتزاجا الواقع شرق إيبار.
تربط خدمات الحافلات المنتظمة والمتكررة التابعة لـ لورالدي باص مدينة إيبار بالبلدات المجاورة، مثل سان سباستيان وفيتوريا غاستيز ومطار بلباو. توفر بيزكاي باص خدمات الحافلات المنتظمة والمتكررة من وإلى بلباو. تدير ألزا خدمة يومية من وإلى مطار مدريد باراخاس ومدريد.
يوجد في إيبار أيضًا خدمة حافلات حضرية تسمى أودال باص.
السكك الحديدية

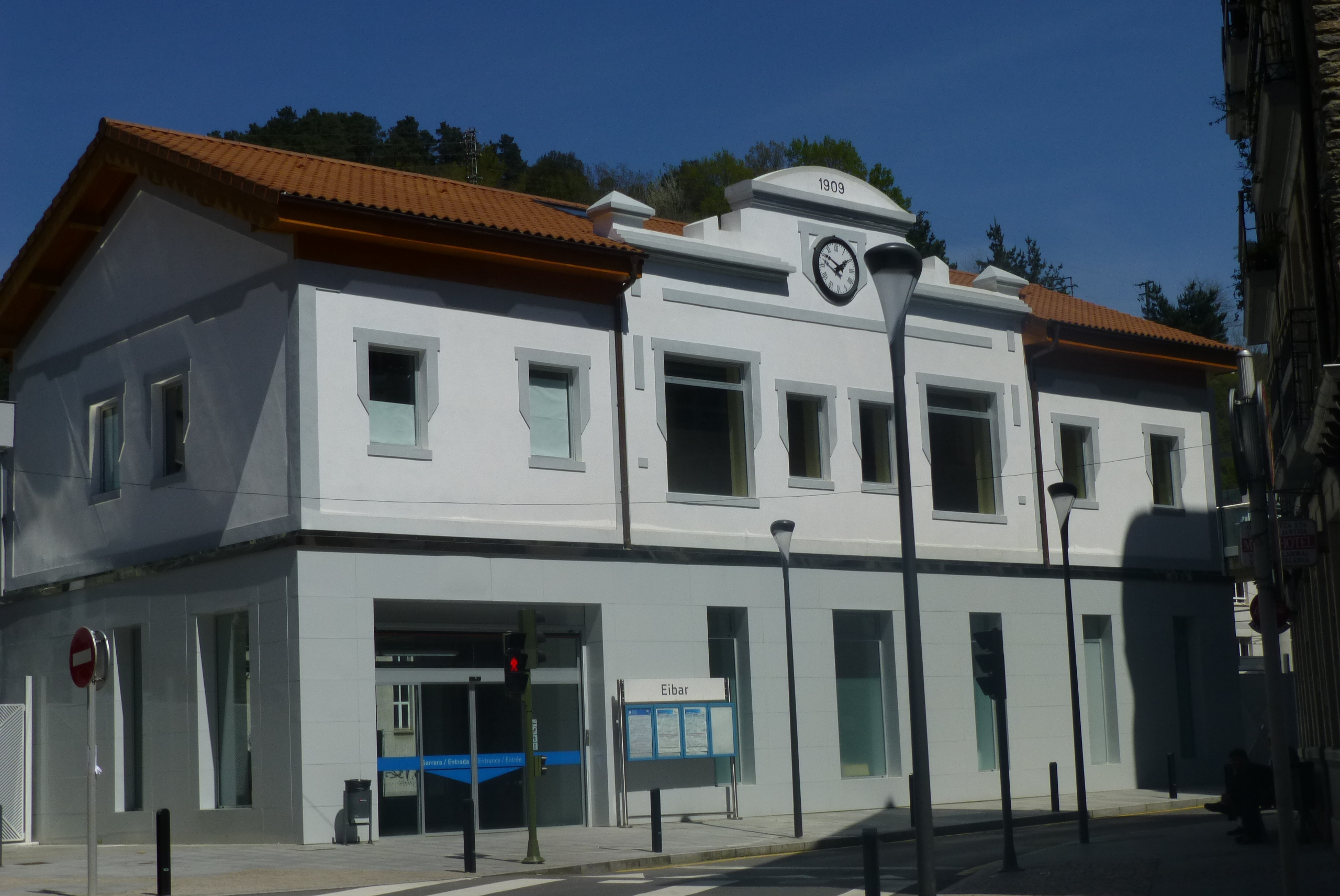
محطة القطار.

تقع إيبار على خط السكة الحديدية الضيق بلباو - سان سيباستيان. تنطلق القطارات التي تديرها شركة يوسكوترين بشكل متكرر ومنتظم إلى محطة ماتيكو (مترو بلباو) ومحطة دونوستيا-أمارة. إن الخدمات تكون أكثر تكرارا في قسم إرموا -إيبار- الجوبار.
هناك خمس محطات في إيبار، من الغرب إلى الشرق:
أونيبرتسيتاتيا-إيبار، أمانيا-إيبار، أردانتزا-إيبار، إيبار، وأزيتان-إيبار.

## التعليم
تمتلك كلية جيبوثكوا الهندسية بجامعة إقليم الباسك حرمًا جامعيًا في إيبار. يقدم الحرم الجامعي برنامج البكالوريوس في هندسة الطاقة المتجددة. 
تعد مدرسة الأسلحة، التي تأسست عام 1913م، أقدم مدرسة للتدريب المهني في إسبانيا. 

## الرياضة
كرة القدم
إيبار هو موطن فريق إس دي إيبار، الذي حصل على ترقية إلى الدوري الإسباني في موسم 2013-2014. بعد سبعة مواسم في الدرجة الأولى، هبط إلى الدرجة الثانية في موسم 2020–2021. يلعب الفريق على ملعب إيبوروا البلدي.
حصل القسم النسائي في نادي إس دي إيبار على ترقية إلى الدرجة الأولى في موسم 2019-2020. بعد موسمين في الدرجة الأولى، هبط إلى الدرجة الأولى في موسم 2021–2022. يلعب الفريق على ملعب مجمع أونبي الرياضي.
بيلوتا الباسكية
أستيلينا فرونتون، الملقب بكاتدرائية كرة الباسك - بيلوتا، هو مكان منتظم لمسابقات الدائرة الاحترافية لليد بيلوتا (دوري بيلوتا الأول لليد العارية)، وبطولة الدوري الأول لبيلوتا العارية وبطولة الربع والنصف النهائي ليوسكادي.
ركوب الدراجات
منذ عام 2009م، استضافت المدينة نهاية المرحلة السنوية في جولة إقليم الباسك، عادةً بعد صعود الدراجين إلى ألتو دي أراتي. قبل عام 2009 م، كانت هذه هي النهاية التقليدية في سباق يوسكال بيزيكليتا، والتي نشأت في إيبار باسم دراجة إيبار. و فوز آراتي أيضًا اشتمل سباق دراجات إسبانيا في أعوام 1972م و1974م و2012م و2020م.

## المشاهير
- فرانسيسكو دي إيبارا (1539–1575)، مستكشف وفاتح
- مارتن إجناسيو دي لويولا (1550–1606)، مبشر وملاح
- إغناسيو دي سورويتا (؟–17 سنة)، حاكم باراجواي
- خوان أنطونيو موغيل (1745–1804)، كاتب
- بلاسيدو زولواغا (1834–1910)، نحات وصانع معادن
- إغناسيو زولواغا (1870–1945)، رسام
- سيرياكو إراستي (1904–1984)، لاعب كرة قدم
- بالتاسار ألبينيز (1905–1978)، مدير كرة قدم
- روبرتو إتكسباريا أروتي (1908–1981)، لاعب كرة قدم
- فيكتور ليكومبيري (1913–2005)، سياسي
- ميغيل غالاستيغوي (1918–2019)، بيلوتاري الباسكي
- أليسيا إيتوريوز (1927–2021)، رسامة [34]
- ألبرتو أورمايتكسيا (1939–2005)، لاعب كرة قدم ومدير كرة قدم
- لويس أرانبيري (1945–)، سياسي وصحفي
- خافيير أغيريساروبي (1948–)، مصور سينمائي
- كولدو زوازو (1956–)، لغوي
- إنريكي زوازوا (1961–)، عالم رياضيات
- مايتي زونيغا (1964–)، رياضية
- بيدرو هوريلو (1974–)، دراج
- باتكسي أوسوبياجا (1980–)، متسلق
- ماركيل سوسيتا (1987–)، لاعب كرة قدم
- جون إيراستي (1988–)، لاعب كرة قدم
- ماركيل ألبردي (1991–)، سباح
- ميكيل أويارزابال (1997–)، لاعب كرة قدم
- أودي جايناجا (1997–)، رياضي

## روابط خارجية
- الموقع الرسمي
- eibar.org
- صفحات إيبار
- EIBAR في Bernardo Estornés Lasa – موسوعة Auñamendi (Euskomedia Fundazioa) باللغة الإسبانية